# Hagby-Bläsinge
Hagby-Bläsinge är en av SCB avgränsad och namnsatt småort i Mörbylånga kommun i Kalmar län. Den omfattar bebyggelse i de två sammanvuxna byarna Hagby och Bläsinge i Norra Möckleby socken, belägna på östra Öland cirka 15 km öster om Färjestaden.

## Befolkningsutveckling
| Befolkningsutvecklingen i Hagby-Bläsinge 1990–2015 | Befolkningsutvecklingen i Hagby-Bläsinge 1990–2015 | Befolkningsutvecklingen i Hagby-Bläsinge 1990–2015 | Befolkningsutvecklingen i Hagby-Bläsinge 1990–2015 | Befolkningsutvecklingen i Hagby-Bläsinge 1990–2015 |
| -------------------------------------------------- | -------------------------------------------------- | -------------------------------------------------- | -------------------------------------------------- | -------------------------------------------------- |
|                                                    |                                                    |                                                    |                                                    |                                                    |
| År                                                 |                                                    |                                                    | Folkmängd                                          | Areal (ha)                                         |
| 1990                                               | 1990                                               |                                                    | 76                                                 | 16#                                                |
| 1995                                               | 1995                                               |                                                    | 63                                                 | 18#                                                |
| 2000                                               | 2000                                               |                                                    | 73                                                 | 18#                                                |
| 2005                                               | 2005                                               |                                                    | 65                                                 | 18#                                                |
| 2010                                               | 2010                                               |                                                    | 73                                                 | 27#                                                |
| 2015                                               | 2015                                               |                                                    | 72                                                 | 37#                                                |
| Anm.: # Som småort.                                |                                                    |                                                    |                                                    |                                                    |